# Minister-president
Een minister-president (mv: ministers-presidenten) is een particuliere benaming voor het hoofd van een soeverein orgaan, dat beschikt over uitvoerende macht van een staat of een deelstaat. Het is een regeringsleider of het hoofd van een regering. Het mag niet gaan over de voorzitter van een administratief of bestuurlijk orgaan, zoals provincies.
De benaming minister-president is een samenvoeging van minister, dat eigenlijk dienaar van de koning betekent, en president, dat voorzitter betekent. Een minister-president is dus letterlijk de minister die de vergaderingen van de gezamenlijke ministers leidt.
In sommige landen, zoals Nederland, is minister-president dan ook een synoniem van premier of eerste minister. In andere landen kunnen die namen voor verschillende functies gebruikt worden. Andere gebruikte benamingen zijn kanselier en landvoogd.

## België
In België wordt de term minister-president enkel gebruikt voor de leiders van de gemeenschaps- en gewestregeringen. De term wordt niet gebruikt voor de federale regeringsleider, die premier of eerste minister wordt genoemd.
Aangezien er geen staatshoofd beschikbaar is op het niveau van de gemeenschappen en gewesten, is de gewoonte gegroeid dat de leider van de grootste politieke partij na de verkiezingen het initiatief neemt om samen met andere partijen een regering te vormen. Wanneer hij erin slaagt een regering te vormen, stelt hij de ploeg van ministers en een regeerakkoord voor aan het parlement, dat vervolgens zijn vertrouwen geeft. Die ministers leggen vervolgens de eed af in handen van de parlementsvoorzitter.
De ministers duiden vervolgens een minister-president aan. Normaliter is dit de formateur van die regering. Ook hij legt de eed af in het parlement, maar om in functie te zijn moet hij dit ook nog eens doen in handen van de koning, als erkenning van het staatshoofd van de federatie.
De minister-president bepaalt zelf of hij naast zijn functie van regeringsleider ook een portefeuille zal beheren. In het Brussels Hoofdstedelijk Gewest bestaat deze mogelijkheid niet: daar neemt de voorzitter van de regering ook steeds een van de bevoegdheidspakketten op zich. De huidige minister-president van het Brussels Hoofdstedelijk Gewest is Rudi Vervoort. Voor de lijst van voorgaande ministers-presidenten van het Brussels Hoofdstedelijk Gewest, zie minister-president van het Brussels Hoofdstedelijk Gewest.
De huidige minister-president van de Vlaamse Gemeenschap en het Vlaams Gewest is Matthias Diependaele van de N-VA. Voor de lijst van voorgaande ministers-presidenten van de Vlaamse Gemeenschap en de facto ook van het Vlaams Gewest, zie minister-president van Vlaanderen.
Voor de Franse Gemeenschap en het Waals Gewest zijn de respectievelijke ministers-presidenten: Elisabeth Degryse van Les Engagés en Adrien Dolimont van de MR. De minister-president van de Duitstalige Gemeenschap is Oliver Paasch (ProDG). 

## Duitsland

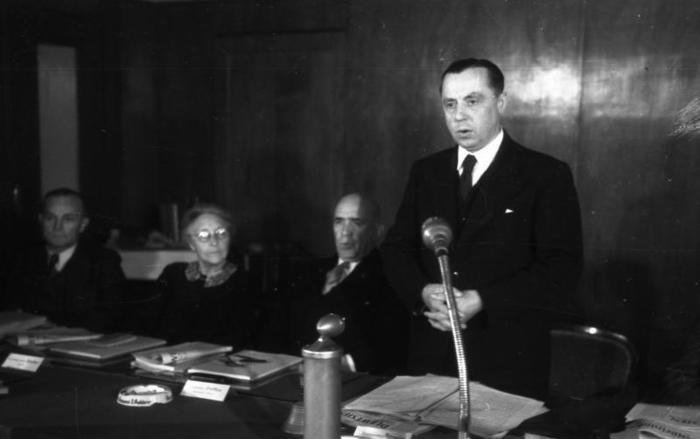
Peter Altmeier, de langstzittende van alle Duitse ministers-presidenten (Rijnland-Palts, 1947–1969), hier in 1948

Toen in 1867 de Noord-Duitse Bond en in 1871 het Duitse Rijk werd gesticht, koos men voor de term Bundeskanzler/Reichskanzler voor de regeringsleider. Voor een korte periode in 1919 was de titel echter Reichsministerpräsident; in de periode van Weimar was het weer Reichskanzler. Sinds 1949 heeft de Duitse grondwet het over de Bundeskanzler als het over de regeringsleider van de gehele bondsrepubliek gaat. 
Toch wordt ook de term Ministerpräsident in het huidige Duitsland gebruikt, namelijk voor de regeringsleiders van 13 van de 16 deelstaten. Niet voor de regeringsleiders van die drie deelstaten die ook stadstaten heten: Berlijn (Regierender Bürgermeister), Hamburg (Erster Bürgermeister) en Bremen (Bürgermeister und Senatspräsident).
Alle ministers-presidenten worden gekozen door de Landtag (het parlement) in hun deelstaat. Een minister-president is via de Bondsraad ook vertegenwoordiger van zijn deelstaat op federaal niveau en mag zich dus met federale onderwerpen bemoeien. Hij maakt ook kans om voorzitter van de Bondsraad te worden, als binnen zijn ambtsperiode zijn deelstaat aan de beurt is.
Wegens zijn sterke en onafhankelijke positie heeft de minister-president van een deelstaat groot gewicht binnen zijn partij. Veelal verkiest een politicus het ambt van minister-president boven dat van bondsminister, zeker als het om een grote deelstaat en een minder belangrijk bondsministerie gaat.
Van de negen bondskanseliers (tot en met 2022) waren vijf (Kiesinger, Brandt, Kohl, Schröder, Scholz) voormalige hoofden van een deelstaat. Van 18 kanselierskandidaten van CDU/CSU of SPD waren negen (zittende of voormalige) hoofden van een deelstaat. Bijvoorbeeld in de CDU zitten in het Präsidium 16 leden, vier van hen zijn hoofd van een deelstaat (plus één voormalige). De andere CDU-ministers-presidenten, zes personen, hebben automatisch een adviserende zetel in het Präsidium.
Het eerste vrouwelijke hoofd van een deelstaat was Louise Schröder in 1947/1948, als burgemeester van Berlijn. Maar dit was zij alleen doordat Ernst Reuter wegens een veto van de Sovjet-Unie het ambt niet kon uitoefenen, en bovendien was Berlijn destijds nog geen deelstaat van de Bondsrepubliek. De eerste eigenlijke vrouwelijke minister-president was Heide Simonis, Ministerpräsidentin van Sleeswijk-Holstein van 1993 tot 2005. Daarna waren er nog zeven vrouwelijke regeringsleiders: Christine Lieberknecht in Thüringen (2009–2014), Hannelore Kraft in Noordrijn-Westfalen (2010–2017), Annegret Kramp-Karrenbauer in Saarland (2011–2018), Malu Dreyer in Rijnland-Palts (2013–2024), Manuela Schwesig in Mecklenburg-Voor-Pommeren (sinds 2017), Franziska Giffey in Berlijn (2021–2023) en Anke Rehlinger in Saarland (sinds 2022).

## Frankrijk
Frankrijk kende tot 1959 de functie van "President du Conseil des Ministres", oftewel minister-president. Onder de Vijfde Republiek is dat ambt vervangen door de functie van premier ministre (eerste minister).
Het voorzitterschap van de ministerraad berust niet bij de eerste minister, maar bij het staatshoofd (de president). In tijden van cohabitation ontstaat er zo een probleem: de eerste minister is dan van een ander politiek stempel dan de president, die de uitvoerende macht vertegenwoordigt.

## Italië
In Italië is de minister-president hoofd van de regering. De door de President van de Republiek aangewezen kabinetsformateur wordt na het slagen van zijn formatie altijd premier. Omdat Italië altijd wordt bestuurd door coalitiekabinetten, is het de eerste taak van de MP om de coalitie bijeen te houden.

## Nederland
In Nederland is sinds 1945 Minister-president de officiële benaming voor de voorzitter van de ministerraad. In 1983 is deze benaming opgenomen in de grondwet. Dick Schoof volgde in 2024 Mark Rutte op in deze functie. Voor de namen van ministers-presidenten, zie Lijst van premiers van Nederland.

## Noorwegen
In Noorwegen werd Vidkun Quisling, die tijdens de bezetting in de Tweede Wereldoorlog hoofd van de door de nazi's gecontroleerde regering was, ook wel de Minister-President genoemd.

## Oostenrijk
Van 1867 tot 1918 kende Oostenrijk-Hongarije de functie van Ministerpräsident. Voor die tijd heette die functie Staatskanzler. Tegenwoordig heet de regeringsleider Bundeskanzler.